# Basketball Champions League Americas 2020-2021
La Basketball Champions League Americas 2020-2021 è stata la 2ª edizione del massimo campionato tra club americani organizzato dalla FIBA Americas. In totale si tratta della 14ª stagione della principale competizione americana per club di pallacanestro. La competizione è iniziata il 21 gennaio 2021 con la fase a gironi e si è conclusa con la finale disputata il 13 aprile 2021.
Il Quimsa è la squadra campione in carica, avendo vinto l'edizione precedente.
La competizione si è svolta nelle "bolla" di Buenos Aires, Managua e Rio de Janeiro a causa della pandemia di COVID-19.
Il torneo è stato vinto dal Flamengo che ha battuto in finale il Real Esteli per 84-80.

## Squadre partecipanti
Inizialmente le squadre partecipanti al torneo dovevano essere Quimsa, San Lorenzo ed Instituto per l'Argentina, Flamengo, Franca e São Paulo per il Brasile, Aguada e Peñarol in rappresentanza dell'Uruguay, CD Valdivia per il Cile, il Real Estelí per il Nicaragua, Titanes de Barranquilla in rappresenzanza della Colombia) e Caballos de Coclé per Panama.
A causa di problemi finanziari, il Valdivia si è ritirato successivamente dalla competizione, venendo sostituita dall'Universidad de Concepción. A causa della situazione sanitaria in Uruguay e delle restrizioni a causa della pandemia di COVID-19 in Uruguay, Aguada e Peñarol non hanno potuto partecipare al torneo, venendo rispettivamente sostituite dall'Obras Sanitarias e dal Minas.

### Squadre
| Fase a gironi    | Fase a gironi     | Fase a gironi           |
| ---------------- | ----------------- | ----------------------- |
| Quimsa           | Flamengo          | Univ. de Concepcion     |
| San Lorenzo      | Franca            | Titanes de Barranquilla |
| IACC Córdoba     | Minas Tênis Clube | Real Estelí             |
| Obras Sanitarias | FMU San Paolo     | Caballos de Coclé       |

## Fase a gironi
Le dodici squadre partecipanti sono state divise per comporre quattro gruppi da tre squadre ciascuno, tenendo conto della posizione geografica. In ogni gruppo, le squadre giocano l'una contro l'altra sia in casa che in trasferta, in un girone all'italiana. Le prime due squadre di ogni girone, avanzano poi ai quarti di finale.

### Gruppo A
| Pos | Squadra                 | G | V | P | PF  | PS  | DP  | Pt | Qualificazione                  |
| --- | ----------------------- | - | - | - | --- | --- | --- | -- | ------------------------------- |
| 1   | Real Estelí             | 6 | 4 | 2 | 456 | 471 | −15 | 10 | Qualificate ai quarti di finale |
| 2   | Caballos de Coclé       | 6 | 3 | 3 | 453 | 457 | −4  | 9  | Qualificate ai quarti di finale |
| 3   | Titanes de Barranquilla | 6 | 2 | 4 | 485 | 466 | +19 | 8  |                                 |

### Gruppo B
| Pos | Squadra                   | G | V | P | PF  | PS  | DP  | Pt | Qualificazione                  |
| --- | ------------------------- | - | - | - | --- | --- | --- | -- | ------------------------------- |
| 1   | Quimsa                    | 4 | 3 | 1 | 325 | 312 | +13 | 7  | Qualificate ai quarti di finale |
| 2   | FMU San Paolo             | 4 | 2 | 2 | 310 | 270 | +40 | 6  | Qualificate ai quarti di finale |
| 3   | Universidad de Concepción | 4 | 1 | 3 | 297 | 350 | −53 | 5  |                                 |

### Gruppo C
| Pos | Squadra          | G | V | P | PF  | PS  | DP  | Pt | Qualificazione                  |
| --- | ---------------- | - | - | - | --- | --- | --- | -- | ------------------------------- |
| 1   | San Lorenzo      | 4 | 4 | 0 | 321 | 292 | +29 | 8  | Qualificate ai quarti di finale |
| 2   | Franca           | 4 | 2 | 2 | 315 | 316 | −1  | 6  | Qualificate ai quarti di finale |
| 3   | Obras Sanitarias | 4 | 0 | 4 | 322 | 350 | −28 | 4  |                                 |

### Gruppo D
| Pos | Squadra           | G | V | P | PF  | PS  | DP  | Pt | Qualificazione                  |
| --- | ----------------- | - | - | - | --- | --- | --- | -- | ------------------------------- |
| 1   | Flamengo          | 5 | 5 | 0 | 413 | 380 | +33 | 10 | Qualificate ai quarti di finale |
| 2   | Minas Tênis Clube | 6 | 2 | 4 | 492 | 494 | −2  | 8  | Qualificate ai quarti di finale |
| 3   | IACC Córdoba      | 5 | 1 | 4 | 406 | 437 | −31 | 6  |                                 |

## Playoff

### Tabellone
|  | Quarti di finale  | Quarti di finale |                   |                   | Semifinali                | Semifinali                |  |  | Finale    | Finale |
|  |                   |                  |                   |                   |                           |                           |  |  |           |        |
|  | 10 aprile         |                  |                   |                   |                           |                           |  |  |           |        |
|  |                   |                  |                   |                   |                           |                           |  |  |           |        |
|  | San Lorenzo       | 75               |                   |                   |                           |                           |  |  |           |        |
|  | San Lorenzo       | 75               | 11 aprile         |                   |                           |                           |  |  |           |        |
|  | FMU San Paolo     | 78               |                   |                   |                           |                           |  |  |           |        |
|  | FMU San Paolo     | 78               | FMU San Paolo     | 66                |                           |                           |  |  |           |        |
|  | 10 aprile         |                  | FMU San Paolo     | 66                |                           |                           |  |  |           |        |
|  |                   | Flamengo         | 75                |                   |                           |                           |  |  |           |        |
|  | Flamengo          | Flamengo         | 75                | 74                |                           |                           |  |  |           |        |
|  | Flamengo          |                  | 13 aprile         | 74                |                           |                           |  |  |           |        |
|  | Cab. de Coclé     | 59               |                   |                   |                           |                           |  |  |           |        |
|  | Cab. de Coclé     | 59               | Flamengo          | 84                |                           |                           |  |  |           |        |
|  | 10 aprile         |                  | Flamengo          | 84                |                           |                           |  |  |           |        |
|  |                   | Real Estelí      | 80                |                   |                           |                           |  |  |           |        |
|  | Quimsa            | Real Estelí      | 80                | 60                |                           |                           |  |  |           |        |
|  | Quimsa            | 11 aprile        |                   | 60                |                           |                           |  |  |           |        |
|  | Minas Tênis Clube | 87               |                   |                   |                           |                           |  |  |           |        |
|  | Minas Tênis Clube | 87               | Minas Tênis Clube | 95                | Finale per il terzo posto | Finale per il terzo posto |  |  |           |        |
|  | 10 aprile         |                  | Minas Tênis Clube | 95                | Finale per il terzo posto | Finale per il terzo posto |  |  |           |        |
|  |                   | Real Estelí      | 98                |                   |                           |                           |  |  |           |        |
|  | Real Estelí       | Real Estelí      | 98                | 94                | FMU San Paolo             | 58                        |  |  |           |        |
|  | Real Estelí       |                  |                   | 94                | FMU San Paolo             | 58                        |  |  |           |        |
|  | Franca            | 73               |                   | Minas Tênis Clube | 75                        |                           |  |  |           |        |
|  | Franca            | 73               |                   |                   | 75                        |                           |  |  |           |        |
|  |                   |                  |                   |                   |                           |                           |  |  | 13 aprile |        |
|  |                   |                  |                   |                   |                           |                           |  |  |           |        |

### Quarti di finale
| Arbitri: | Jorge Vázquez Carlos Vélez Londo Nicolás Flores Ávalos |

|                  |            |                 |
| Vildoza 16       | Punti      | 20 Georginho    |
| Fjellerup 3      | Assist     | 6 Georginho     |
| Piñeyro 8        | Rimbalzi   | 8 Bennet        |
| Silvio Santander | Allenatori | Cláudio Mortari |

| Arbitri: | Andrés Bartel Maina Leonardo Zalazar Kristian Paez Arteaga |

|                  |            |                   |
| Martínez 14      | Punti      | 13 Parker-Rivera  |
| dos Santos 9     | Assist     | 3 Ernesto Oglivie |
| Soysa 8          | Rimbalzi   | 9 Parker-Rivera   |
| Gustavo de Conti | Allenatori | Flor Meléndez     |

| Arbitri: | Carlos Peralta Ortega Julio Anaya Freile Gonzalo Salgueiro Marti |

|                          |            |                |
| Romero 16                | Punti      | 20 Jackson     |
| Baralle 3                | Assist     | 5 Jackson      |
| Romero 9                 | Rimbalzi   | 7 Carvalho     |
| Edgardo Santillan Acosta | Allenatori | Leonardo Costa |

| Arbitri: | Roberto Vázquez Alexis Mercado Pacheco Virginia Peruchini |

|               |            |                     |
| Ruiz 28       | Punti      | 18 Hubner           |
| de Jesús 4    | Assist     | 7 Neto              |
| Mojica 10     | Rimbalzi   | 11 Hubner           |
| David Rosario | Allenatori | Hélio Rubens Garcia |

### Semifinali
| Arbitri: | Leonardo Zalazar Andreia Silva Virginia Peruchini |

|                 |            |                  |
| de Paula 22     | Punti      | 14 Marquinhos    |
| Bennet 3        | Assist     | 5 Hettsheimeir   |
| de Paula 9      | Rimbalzi   | 9 Hettsheimeir   |
| Cláudio Mortari | Allenatori | Gustavo de Conti |

| Arbitri: | Jorge Vázquez Julio Anaya Freile Roberto Mota Inoa |

|               |            |                |
| de Jesús 29   | Punti      | 23 Jackson     |
| David Rosario | Allenatori | Leonardo Costa |

### Finali

#### Finale 3º/4º posto
| Arbitri: | Marcos Benito Alexis Mercado Pacheco Rodrigo Mejía Mesa |

|                 |            |                |
| Jackson 14      | Punti      | 17 de Paula    |
| Jackson 7       | Assist     | 2 Bennet       |
| Nesbitt 8       | Rimbalzi   | 9 Mariano      |
| Cláudio Mortari | Allenatori | Leonardo Costa |

#### Finale
| Arbitri: | Roberto Vázquez Andrés Bartel Maina Carlos Peralta Ortega |

|                                   |            |                                         |
| de Jesús 23 Mojica 16 Franklin 14 | Punti      | 21 Hettsheimeir 16 Santos 15 Marquinhos |
| de Jesús 4                        | Assist     | 8 Santos                                |
| Franklin 11                       | Rimbalzi   | 8 Martínez                              |
| David Rosario                     | Allenatori | Gustavo de Conti                        |

| Quintetto titolare | Quintetto titolare | Quintetto titolare | Pt   | Rim  | Ass  |
| ------------------ | ------------------ | ------------------ | ---- | ---- | ---- |
| P                  | 0                  | Jezreel de Jesús   | 23   | 9    | 4    |
| G                  | 44                 | Javier Mojica      | 16   | 5    | 2    |
| AP                 | 42                 | Alex Franklin      | 14   | 11   | 4    |
| AG                 | 32                 | Renaldo Balkman    | 13   | 7    | 4    |
| C                  | 23                 | Bartel Lopez       | 2    | 1    | 0    |
| Panchina:          |                    |                    |      |      |      |
| G                  | 1                  | Vansdell Thomas    | n.e. | n.e. | n.e. |
| P                  | 4                  | Sharlon Hodgson    | 0    | 0    | 1    |
| AP                 | 7                  | Dalton Cacho       | 2    | 0    | 0    |
| C                  | 11                 | Andy Perez         | n.e. | n.e. | n.e. |
| C                  | 17                 | Deji Akindele      | 2    | 4    | 2    |
| AP                 | 24                 | Jared Ruiz         | 8    | 2    | 1    |
| GA                 | 29                 | Francisco Garth    | n.e. | n.e. | n.e. |
| Allenatore:        |                    |                    |      |      |      |
| David Rosario      |                    |                    |      |      |      |

| Real Estelí |  | Flamengo |

| Real Estelí   | Statistiche        | Flamengo      |
| ------------- | ------------------ | ------------- |
|               | Statistiche        |               |
| 24/48 (50.0%) | Tiro da 2          | 14/27 (51.9%) |
| 7/17 (41.2%)  | Tiro da 3          | 13/39 (33.3%) |
| 11/15 (73.3%) | Tiri liberi        | 17/27 (63.0)% |
| 8             | Rimbalzi offensivi | 11            |
| 32            | Rimbalzi difensivi | 28            |
| 40            | Rimbalzi totali    | 39            |
| 18            | Assist             | 22            |
| 15            | Palle perse        | 8             |
| 7             | Palle rubate       | 8             |
| 4             | Stoppate           | 3             |
| 23            | Falli              | 17            |

| Quintetto titolare | Quintetto titolare | Quintetto titolare  | Pt   | Rim  | Ass  |
| ------------------ | ------------------ | ------------------- | ---- | ---- | ---- |
| P                  | 2                  | Yago Santos         | 16   | 2    | 8    |
| G                  | 25                 | Luke Martínez       | 12   | 8    | 2    |
| A                  | 11                 | Marquinhos          | 15   | 3    | 3    |
| AG                 | 71                 | Leonardo Demétrio   | 5    | 5    | 1    |
| C                  | 30                 | Rafael Hettsheimeir | 21   | 7    | 3    |
| Panchina:          |                    |                     |      |      |      |
| A                  | 7                  | Jhonatan Dos Santos | 8    | 2    | 2    |
| G                  | 8                  | Luciano González    | n.e. | n.e. | n.e. |
| AP                 | 9                  | Ruan Miranda        | n.e. | n.e. | n.e. |
| AC                 | 12                 | Mineiro             | 6    | 4    | 2    |
| A                  | 16                 | Olivinha            | n.e. | n.e. | n.e. |
| AG                 | 20                 | Rafael Rachel       | n.e. | n.e. | n.e. |
| P                  | 91                 | Diego Figueredo     | 1    | 0    | 0    |
| Allenatore:        |                    |                     |      |      |      |
| Gustavo de Conti   |                    |                     |      |      |      |

## Statistiche

### Statistiche individuali
| Categoria      | Giocatore          | Squadra          | Media | Partite | Totale |
| -------------- | ------------------ | ---------------- | ----- | ------- | ------ |
| Punti          | Jezreel De Jesus   | Real Estelí      | 20.1  | 7       | 141    |
| Rimbalzi       | Ernesto Oglivie    | Cab. de Coclé    | 9.7   | 6       | 58     |
| Assist         | Yago Santos        | Flamengo         | 5.7   | 7       | 40     |
| Stoppate       | Justin Williams    | Titanes Barranq. | 2.8   | 6       | 17     |
| Palle rubate   | Luke Martínez      | Flamengo         | 2.0   | 7       | 14     |
| % dal campo    | Diamon Simpson     | Quimsa           | 55.9% | 4       | 19/34  |
| % tiro da 3    | Juan Pablo Venegas | Obras Sanitarias | 58.3% | 4       | 7/12   |
| % tiri liberi  | Martín Cuello      | IACC Córdoba     | 88.2% | 5       | 15/17  |
| Triple segnate | Santiago Scala     | IACC Córdoba     | 3.9   | 5       | 19     |

Fonte: (EN) Players Statistics, in FIBA.

### Statistiche di squadra
| Categoria      | Squadra           | Media | Partite | Totale  |
| -------------- | ----------------- | ----- | ------- | ------- |
| Punti          | Minas Tênis Clube | 80.1  | 7       | 561     |
| Rimbalzi       | Real Estelí       | 43.9  | 7       | 307     |
| Assist         | Flamengo          | 20.1  | 7       | 141     |
| Stoppate       | Real Estelí       | 3.4   | 7       | 24      |
| Palle rubate   | Titanes Barranq.  | 8.5   | 6       | 51      |
| % dal campo    | Obras Sanitarias  | 46.5% | 4       | 119/256 |
| % tiro da 3    | Real Estelí       | 41.7% | 7       | 53/127  |
| % tiri liberi  | Franca            | 76.5% | 5       | 75/98   |
| Triple segnate | Flamengo          | 12.6  | 7       | 88      |

Fonte: (EN) Team Statistics, in FIBA.